# Гизела Австрийская
Гизела Луиза Мария Австрийская (нем. Gisela Louise Marie, Erzherzogin von Österreich, Prinzessin von Bayern; 12 июля 1856 — 27 июля 1932) — имперская принцесса и эрцгерцогиня Австрийская, принцесса Венгерская и Богемская, принцесса Баварская — вторая дочь императора Франца Иосифа I и его супруги Елизаветы Баварской.

## Биография
В крещении получила имя «Гизелла» (с двумя «л»), но всегда писала своё имя с одним «л»; названа в честь Гизеллы Венгерской, жены венгерского короля Иштвана I Святого. Как и её старшая рано умершая сестра София Фридерика и брат Рудольф, воспитывалась у своей бабушки, эрцгерцогини Софии. Всю жизнь сохраняла хорошие отношения с Рудольфом и была потрясена его гибелью. Отец тепло относился к Гизеле, а мать Елизавета была к ней холодна и считала её некрасивой.
20 апреля 1873 года Гизела вступила в брак с Леопольдом Баварским, своим троюродным братом. Франц Иосиф с одобрением встретил этот брак, так как найти подходящего жениха-католика было не так уж легко. Через год у Гизелы родилась первая дочь — Елизавета Мария; всего у супругов было четверо детей. В Мюнхене в честь молодой супруги Леопольда назвали улицу — Гизелаштрассе. В Будапеште имя Гизелы носила некоторое время современная площадь Вёрёшмарти.
Гизела активно занималась благотворительностью, организовала несколько благотворительных фондов в поддержку малоимущих, слепых и глухих. В Мюнхене её прозвали «Добрым ангелом из Вены». Во время Первой мировой войны открыла во дворце военный госпиталь, где сама ухаживала за ранеными. Во время революции 1918 года королевская семья бежала из Мюнхена, но Гизела осталась во дворце, и принимала участие в состоявшихся в 1919 году выборах в Национальную ассамблею, в которых впервые могли принять участие женщины старше двадцати лет.
В 1923 году Гизела и её муж отпраздновали золотую свадьбу. Леопольд скончался в 1930 году. Гизела пережила его на два года и была похоронена рядом с ним в мюнхенской церкви Святого Михаила.

## Семья
У Гизелы и Леопольда было четверо детей:
- Елизавета Мария (1874—1957) — замужем за Отто Людвигом Филиппом, графом фон Зеефридом,
- Августа Мария (1875—1964) — замужем за эрцгерцогом Иосифом Августом Австрийским
- Георг (1880—1943) — женат на эрцгерцогине Изабелле Австрийской
- Конрад (1883—1969) — женат на принцессе Боне Маргарите Савойской